# Jaroslav Očenášek
Jaroslav Očenášek (10. února 1901 Němčice nad Hanou – 19. července 1968 Zlín) byl český hudební skladatel.

## Život
Vystudoval na brněnské konzervatoři hru na varhany u Eduarda Treglera. Dle pamětí Bohumila Zábranského (varhaník v Kelči) byl Očenášek jeden z nejnadanějších žáků Leoše Janáčka. Stal se učitelem hudby a sbormistrem v Brně. Roku 1925 odešel do Bohumína a kromě pedagogické činnosti byl zde ředitelem kůru. Stejná zaměstnání vykonával později i v Kelči na Zlínsku až do roku 1949. Krátce byl tajemníkem osvětového odboru Jihomoravského národního výboru ve Zlíně. Od roku 1950 pracoval jako městský archivář.
Za svého pobytu v Kelči se věnoval studiu lidového hudebního folklóru a vlastivědnému výzkumu kraje. Podařilo se mu založit a vybudovat vlastivědné muzeum a po mnoho let řídil lidovou kapelu. Výsledkem jeho práce byly i monografie „Historie starobylého města Kelče“ a „Staroslavné město Kelč s okolím v dějinách národa českého a slovanského“. Zabýval se i technologií výroby foukacích harmonik a vypracoval návrhy na její zdokonalení. Byl předlohou postavy Očenáš ve filmu Všichni dobří rodáci (1969) režiséra Vojtěcha Jasného.

## Dílo
Napsal četné chrámové skladby, z nichž nejzávažnější je Česká mše národní op. 13 pro smíšený sbor varhany a orchestr. Zkomponoval rovněž hudbu pro vánoční hru Zrození lásky, hra o narození Páně v 5 jednáních.
Zkomponoval 17 lidových zpěvoher a pro některé z nich sám psal i texty. Tiskem vyšly:
- Srdce láskou zmámené (1937)
- Krise (obraz ze života podhoráckého lidu s hudbou a se zpěvy o třech jednáních, 1937)
- Něšťastný šafářův dvoreček (1941)
- Ta naše písnička česká (1941)

Pro svou kapelu zkomponoval řadu tanečních skladeb a pochodů. Psal i písně a sbory pro soubory mládeže.